# 长苞黄精
长苞黄精（学名：Polygonatum desoulayi）为百合科黄精属的植物。分布在远东地区以及中国大陆的黑龙江等地，生长于海拔600米的地区，一般生于林中，目前尚未由人工引种栽培。